# Sint-Jacobsplein
Koordinaten: 50° 52′ 47″ N, 4° 41′ 27″ O
Der Sint-Jacobsplein ist ein Platz in der westlichen Innenstadt der belgischen Stadt Löwen. 
Der Sint-Jacobsplein wurde früher Biest genannt, ein Sammelbegriff für „Binsen“. Dies leitet sich von der sumpfigen, schilfbewachsenen Gegend ab, in dessen Nähe den Fluss Dijle und der Bach Voer fließen. Als im 14. Jahrhundert die zweite Stadtmauer gebaut wurde, wurde das Gebiet in die Stadt einbezogen. Bis 1774 verlief über den Biest ein Kanal, der das Wasser der Doelage, einem Teich in der Nähe des Pfarrhauses, zur Voer leitete. Ein zweiter Kanal verlief in die gleiche Richtung entlang der heutigen Biezenstraat. Dort führte die Ezelsbrug über den Kanal. 1774 wurde der Kanal zugeschüttet und durch eine Kanalisation ersetzt. Ein Teil des Platzes, der von Hecken und Sträuchern unterschiedlicher Höhe umgeben war, wurde daraufhin auf dieselbe Höhe eingeebnet. 1793 wurde beschlossen, dort einen Vieh- und Pferdemarkt anzulegen. Umgesetzt wurde der Beschluss erst 1824. In der Zwischenzeit wurde ein Teil des unbebauten Grundstücks als Gemüsegarten genutzt.
Der heutige Sint-Jacobsplein wurde zwischen 1824 und 1827 durch Ferdinandus Duchesne angelegt und nach der nahegelegenen Sint-Jacobskerk benannt. Der Platz war ursprünglich von Kastanienbäumen umgeben und mit einem Holzzaun abgeschlossen. Der heutige Zaun mit Blausteinpfosten und gusseisernen Gitterstäben stammt aus dem Jahr 1842.
Bauwerke wurden nur auf der West- und Südseite um 1825 errichtet. Auf der Südseite befand sich der Gutshof van Gete, der 1867 abgerissen wurde.
Seit 1927 wird der Sint-Jacobsplein am ersten Montag im September anlässlich der Löwener Kirmes als Vieh- und Pferdemarkt genutzt. 
In der übrigen Zeit dient er als Parkplatz. Anstelle der Kastanien befinden sich heute Platanen auf dem Parkplatz.
Der Sint-Jacobsplein wurde 1995 als Platz mit seiner Umgebung geschützt. Auch die Blausteinpfosten mit den Gusseisenstäben gehören zum Schutzumfang des Denkmals.